# Alcides Arguedas
Pour les articles homonymes, voir Arguedas (homonymie).
Alcides Arguedas  est un écrivain, historien et homme politique bolivien né à La Paz le 15 juillet 1879 et mort à Chulumani le 6 mai 1946. Durant sa carrière politique, il effectue plusieurs voyages diplomatiques en Europe et en Amérique, est élu député, sénateur et est ministre de l'agriculture. Il a écrit plusieurs livres d'histoire mais est essentiellement connu pour deux œuvres : Pueblo Enfermo (Peuple malade, 1909), essai dans lequel il dépeint les difficultés économiques et sociales que connaît son pays ; et Raza de Bronce (Race de bronze, 1919), roman pessimiste sur la misère des Amérindiens des Andes.

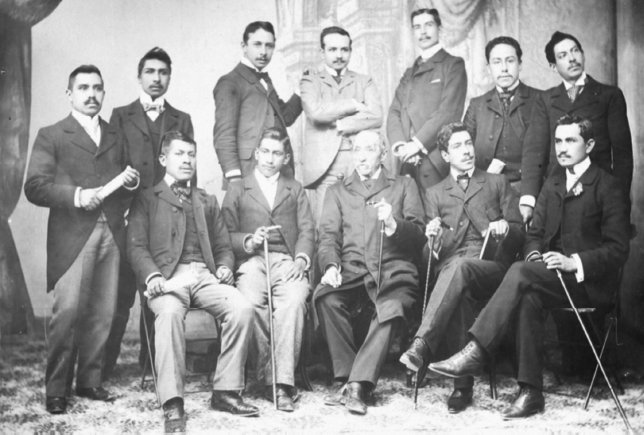
Alcides Arguedas, assis, 2e de g. à d.

Arguedas est l'un des écrivains boliviens les plus connus. Son œuvre décrit la société bolivienne et regarde les peuples indigènes avec désespoir et pessimisme. À travers ses écrits, chargés d'analyse sociale, il a tenté de chercher une solution ou explication au permanent état de conflit dans son pays. Les conflits entre les cultures, le complexe du métissage et la relation quelquefois violente entre le monde indigène et celui des "criollos" (métis). Longtemps après, ces mêmes thèmes ont été repris par d'autres courants de pensée, y compris les indigénistes, quoique de manière différente.